# کلمبیانا (اوهایو)
کلمبیانا(به انگلیسی: Columbiana) شهری در ایالت اوهایو کشور ایالات متحده آمریکا است که جمعیت آن در سرشماری سال ۲۰۱۰ میلادی، ۶٬۳۸۴ نفر بوده‌است.